# Bolesław Leśmian
Bolesław Leśmian, pierwotnie Lesman (ur. 22 stycznia 1877 w Warszawie, zm. 5 listopada 1937 tamże) – polski poeta i prozaik, czołowy przedstawiciel literatury dwudziestolecia międzywojennego, krytyk literacki.
Uznany za najbardziej nowatorską, najoryginalniejszą i najbardziej skrajną indywidualność twórczą literatury polskiej XX wieku, u której pośmiertnie dopatrywano się poetyckiego geniuszu; za życia zaś określano epigonem Młodej Polski. Twórca nowego typu ballady. Od jego nazwiska pochodzi termin określający specyficzną grupę neologizmów – leśmianizmy. Autor baśni pisanych prozą oraz erotyków (m.in. W malinowym chruśniaku) silnie nacechowanych egzystencjalizmem oraz filozofią Henriego Bergsona.

## Życiorys

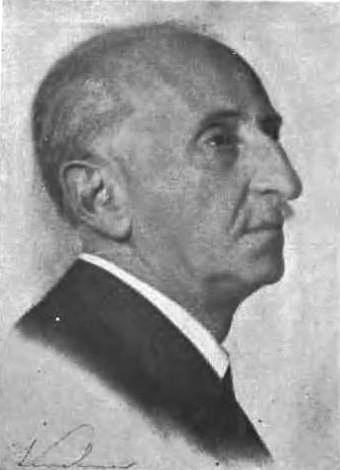
Bolesław Leśmian

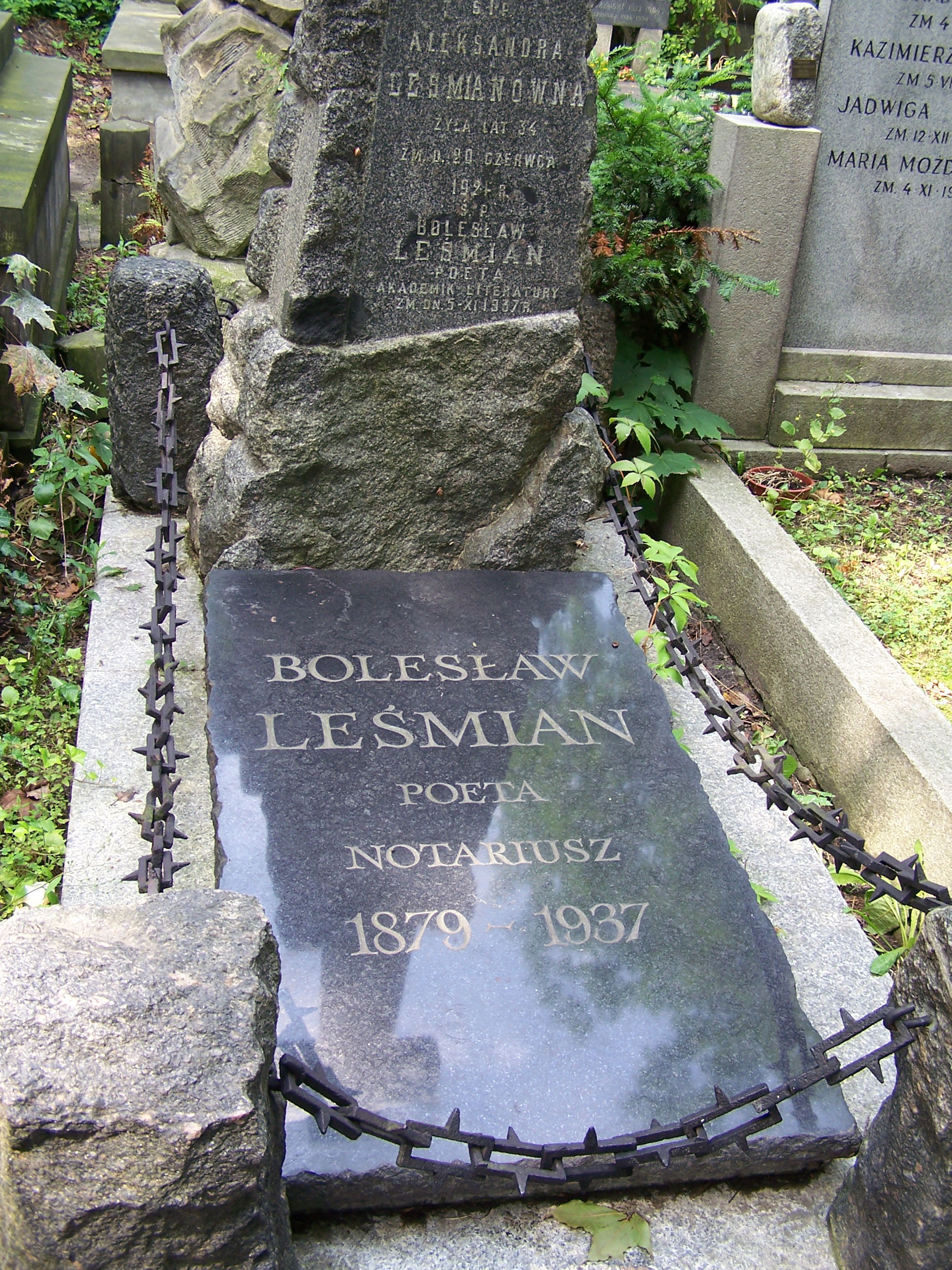
Grób Leśmiana na cmentarzu Powązkowskim (2010)

Urodził się w Warszawie, w zasymilowanej rodzinie inteligencji żydowskiej. Data urodzin poety jest przedmiotem sporów. Za oficjalną uważa się 22 stycznia 1877, widniejącą w (sporządzonym po dziesięciu latach od narodzin) odpisie metryki urodzenia. Leśmian podaje w jednym ze swoich listów rok 1878, natomiast rok 1879 widnieje na jego płycie nagrobnej.
Ojciec poety, Izaak Lesman, urodzony 4 grudnia 1847 w Warszawie, wywodził się z rodziny księgarskiej i również w dorosłym życiu wykonywał ten zawód; był synem Bernarda Lesmana i wnukiem Antoniego Eisenbauma. Matka, Emma (Estera) z domu Sunderland, urodzona 11 marca 1852 w Warszawie, jej rodzicami byli Rudolf Sunderland (1819-1880), właściciel fabryki w Iłży i Marianna z domu Wohl. Lesmanowie mieli trójkę dzieci: Bolesława, Kazimierza i Aleksandrę.
Jego matka zmarła na gruźlicę 1 sierpnia 1887 i została pochowana na cmentarzu żydowskim przy ulicy Okopowej w Warszawie. 12 stycznia 1887 jego ojciec zmienił wyznanie na rzymskokatolickie, przyjął chrzest i zmienił imię na Józef. Świadkami przyjęcia chrztu byli: Maurycy Nowicki i Teofil Nowaczyński. Drugą żoną jego ojca została Halina Dobrowolska.
Młodość spędził w Kijowie. Ulegając presji ojca, ukończył tam prawo na Uniwersytecie Świętego Włodzimierza.
Od 1901 przebywał w Warszawie. Następnie udał się w podróż najpierw do Niemiec, a potem do Francji.
Znalazł się w kręgu modernizmu i poprzez swojego znajomego, Zenona Przesmyckiego, rozpoczął współpracę z pismem „Chimera”. W 1911  razem z Januszem Orlińskim, Kazimierzem Wroczyńskim i Wincentym Drabikiem zorganizował Teatr Artystyczny w Warszawie, który istniał cztery miesiące. W latach 1912–1914 przebywał we Francji. W sezonie 1916/1917 wraz z Januszem Orlińskim kierował Teatrem Polskim w Łodzi.
Po I wojnie światowej, jesienią 1918, przeniósł się do Hrubieszowa, gdzie pracował jako rejent, a następnie – w 1922 – do Zamościa, gdzie miał własną kancelarię notarialną. W 1929 r. pomocnik w kancelarii Leśmiana zdefraudował dużą sumę pieniędzy (określaną różnie, od 30 do 200 tys. zł). Za pieniądze te odpowiedzialny był Leśmian i był zobowiązany je zwrócić, co było poważnym obciążeniem finansowym. Konieczna była sprzedaż biżuterii jego żony, a dodatkowo wspomogła go Dora Lebenthal, która w tym celu sprzedała swoje mieszkanie i gabinet lekarski wraz z wyposażeniem.
W roku 1933 został członkiem Polskiej Akademii Literatury. W 1935 przeniósł się wraz z rodziną (żoną i dwiema córkami) do Warszawy.
Miał chore serce. Zmarł 5 listopada 1937 na atak serca w swoim mieszkaniu w kamienicy przy ul. Marszałkowskiej 17 w Warszawie. Został pochowany na cmentarzu Powązkowskim (kwatera 171-3-25) w grobie siostry Aleksandry, zmarłej 20 czerwca 1921 w wieku 34 lat.

## Życie prywatne i rodzina
Leśmian był niski, miał około 155 cm wzrostu. Był nałogowym palaczem – wypalał 75 papierosów dziennie.
Jego pierwszą miłością była spokrewniona z nim malarka Celina Sunderland (jej ojciec Seweryn był bratem matki Leśmiana, a jej matka Gustawa była siostrą jego ojca, Józefa). W Paryżu poznał i wiosną 1905 poślubił malarkę Zofię Chylińską. W późniejszych latach emocjonalnie związany był z Dorą Lebenthal, dla której napisał cykl erotyków W malinowym chruśniaku. Po odkryciu tego romansu żona zdecydowała się na rozwód, jednak Leśmianowi udało się ją przekonać, żeby tego nie robiła, i do końca jego życia tolerowała obecność kochanki.
Jego stryjecznym bratem był Jan Brzechwa, a wujem Antoni Lange, któremu zawdzięcza spolszczoną formę swojego nazwiska (inne źródła podają Franca Fiszera).
Jego wnuczka (córka Wandy „Duni” Leśmianówny) brytyjsko-francuska aktorka i piosenkarka Gillian Hills, grała m.in. w filmach Powiększenie (1966, reż. Michelangelo Antonioni) oraz Mechaniczna pomarańcza (1971, reż. Stanley Kubrick).

## Twórczość

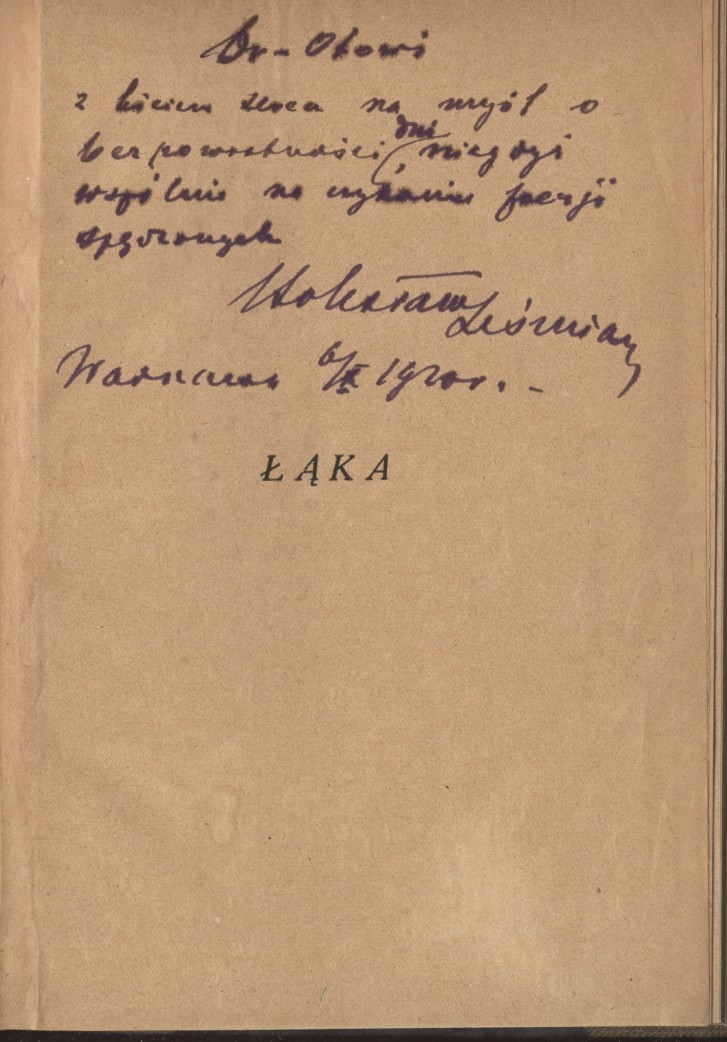
Autograf Leśmiana w tomiku „Łąka”

Choć życie Leśmiana przypadało na XX-lecie międzywojenne, jego twórczość uciekała od wpływu historii, realizując się w wymiarach filozoficzno-metafizycznym i psychologicznym. Czerpał z twórczości baroku, romantyzmu, Młodej Polski. Wpływy romantyczne to przede wszystkim wszystko to, co mistyczne, duchowe, paranormalne; co głęboko powiązane z Naturą oraz Bogiem. Czerpał z dramatu romantycznego, stosował ironię, paradoksy, odświeżał i unowocześniał balladę.
W swej poezji wskrzesił świat fantastyczny; w tej ucieczce od rzeczywistości można doszukać się buntu szczególnie względem nudnego, stereotypowego mieszczaństwa. Leśmian, jako pasjonat Nietzschego, czuł niechęć do ludzi biernych, przeciętnych. Ideałem dlań był wolny i niezależny człowiek renesansu.
Często odwoływał się także do symbolizmu. Użycie symboli przywoływało często idee filozoficzne, przez co poezja Leśmiana uważana jest za poezję filozoficzną, szczególnie osadzona w filozofii Henriego Bergsona.
Niedoceniony przez epokę, odsunął się od społeczeństwa, a nawet stał się wobec niego agresywny. Jego frustracja odbijała się w niechęci do spraw zwykłych, codziennych, szarych. Uciekał więc w świat poezji, co zaowocowało serią Oddaleńcy. W wierszach tych podmiot zbiorowy stał się jakby głosem wszystkich rozgoryczonych ludzi, którzy przez swoją indywidualność, inność, wrażliwość, nie mogli się dostosować do jałowego mieszczańskiego życia.
Leśmian nie poprzestawał jednak na totalnej negacji – pokazywał też pewien ideał człowieka nazywanego człowiekiem pierwotnym. Człowiek prymitywny zaś posiadał – tak pożądane przez Leśmiana – cechy twórcze. Jego przemyślenia i życie determinowane były bezpośrednio przez żywioły i metafizykę. Jako głęboko związany z naturą intuicyjnie wsłuchiwał się w swoje wewnętrzne „ja”. W tej koncepcji powracały idee Bergsona, a także Giambattisty Vico.
Sen u Leśmiana był jednym ze sposobów istnienia świata poetyckiego i sposobem na jego organizację, to forma kontaktu podmiotu lirycznego ze światem.
Problem Boga był dla Leśmiana próbą oparcia swej wiary o któryś z wierzchołków trójkąta filozoficznego: Natura-Bóg-Człowiek. Można w twórczości Leśmiana wyróżnić dwie ścieżki: antropologiczną z problemem mitu religijnego i egzystencjalną. Ta pierwsza to szukanie podobieństwa między Bogiem i człowiekiem. Na ścieżce egzystencjalnej rozpatrywał skrzyżowanie antropologii z teizmem, przeciwstawiał życie ziemskie metafizyce. Bóg nie był już przedłużeniem człowieka, ale znajdował się w opozycji do niego, stosunki między nimi były pełne tragizmu i niepewności. Boskimi cechami obdarzył poeta Naturę – wszechpotężna, wszechwładna, wszechwieczna. Ujęcia panteistyczne były obecne w większości utworów traktujących o przyrodzie.
Poezję Leśmiana można śmiało nazwać poezją wezwania do miłości. Poeta spierał się z Bogiem, poruszał kwestie egzystencjalne, by w końcu opowiedzieć się po stronie miłości i erotyki.
Leśmianowska metafizyka wiązała się z ludowością – i to właśnie w niej realizowały się światopoglądowe kwestie powrotu do natury i pierwotności. Stanowiły studium archetypu natury ludzkiej. Dla poety stworzenie pierwotnego, ludowego mikrokosmosu stało się próbą przedstawienia rozważań na temat stosunku natury i człowieka, jednostki i zbiorowości, sztuki i metafizyki.
Jego wiersze były melodyjne, a Leśmian przestrzegał surowych zasad konstrukcji sylabotonicznej.
Bolesław Leśmian był twórcą wielu neologizmów.
W młodości Leśmian opublikował wiersze po rosyjsku. Ryszard Matuszewski napisał:
„Już w latach 1906–1907 napisał [Leśmian] na przykład dwa cykle wierszy w języku rosyjskim, ogłaszając je w czołowych czasopismach rosyjskich symbolistów – Zołotoje Runo i Wjesy. ... Natomiast w 1905 w Paryżu zaprzyjaźnił się z Konstantym Balmontem, a poprzez niego z dużą paryską kolonią artystów Rosjan (D. Mereżkowski, Z. Gippius, A. Biełyj), ... rosyjskie wiersze Leśmiana zadziwiają nie tylko perfekcją językową, ale także i tym, że wykazują indywidualne cechy Leśmianowskiej poetyki w nie mniejszym stopniu niż pisane w owym czasie wiersze w języku polskim”.

## Odznaczenia
- Krzyż Oficerski Orderu Odrodzenia Polski za zasługi na polu pracy literackiej (11 listopada 1935)[24].

## Upamiętnienie

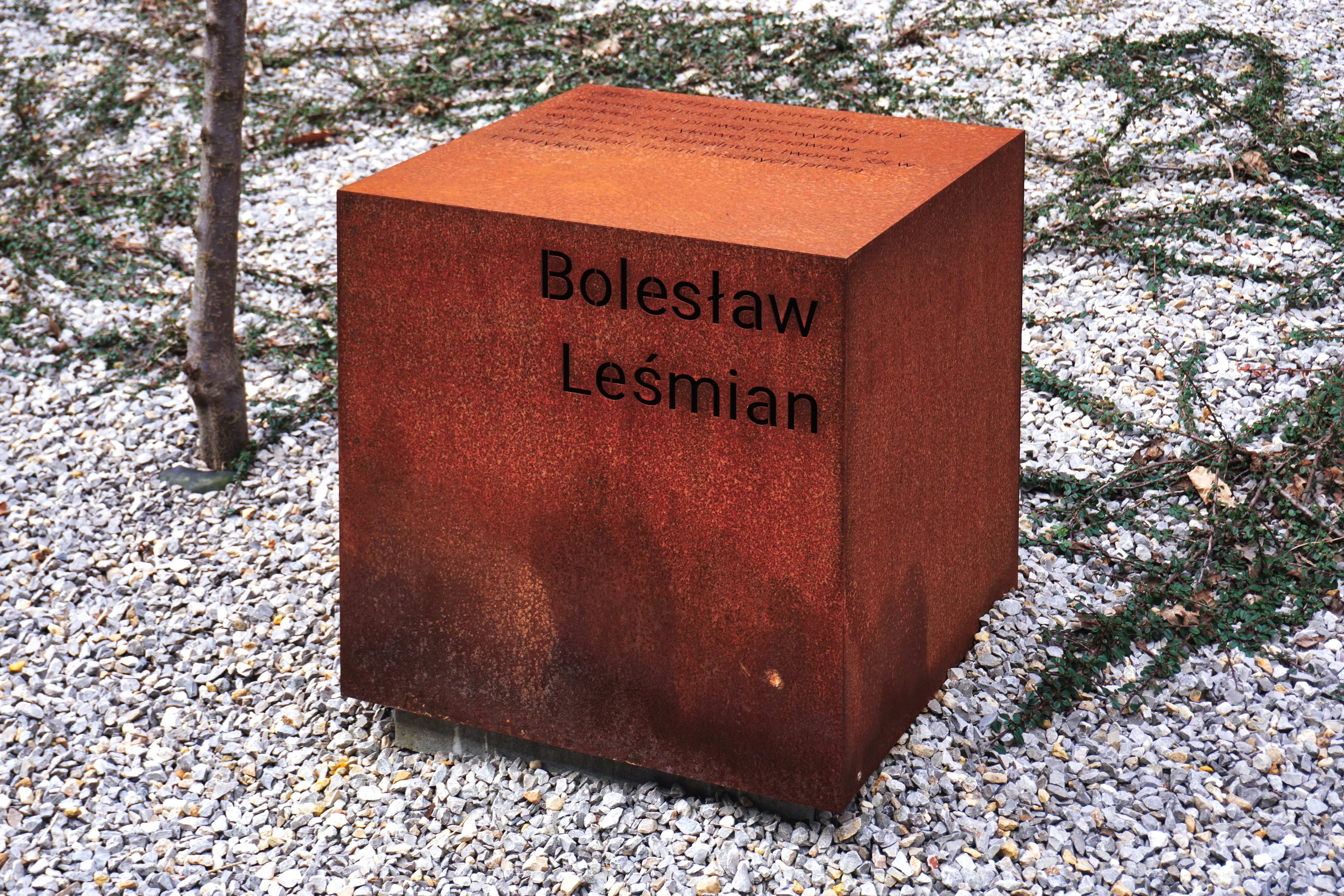
Pomnik-sześcian upamiętniający Bolesława Leśmiana przy ulicy Poetów na osiedlu Wizjonerów w Krakowie

Powstał film fabularny o życiu Bolesława Leśmiana zatytułowany Leśmian z 1990 w reżyserii Leszka Barona, w którym w rolę poety wcielił się aktor Piotr Bajor.
Z okazji 140. rocznicy urodzin Leśmiana w 2017 ogłoszono w Zamościu Rok Bolesława Leśmiana, z tej okazji rozpisano m.in. ogólnopolski konkurs leśmianowski, który wygrali młodzi poeci: Dawid Jung i Paweł Bień.
Patronuje wielu ulicom w Polsce.

## Dzieła
- Zbiory wierszy:
  - Sad rozstajny (1912)[29]
  - Łąka (1920)[30]
  - Napój cienisty (1936)[31]
  - Dziejba leśna (1938)[32] – wydanie pośmiertne
  - Poezje wybrane (1974)
  - Poezje zebrane (1993, 1995, 2000)
- zbiory baśni prozą:
  - Klechdy sezamowe (1913)
  - Przygody Sindbada Żeglarza (1913)
  - Klechdy polskie (1956)
- Dramat mimiczny „Skrzypek opętany”
- także eseje i szkice literackie
- przekłady (Niesamowite opowieści Edgara Allana Poe)[33][34]
- Z pism... (t. 1-3 1959-65)
- Satyr i Nimfa, Bajka o złotym grzebyku, oprac. i posł.: Dariusz Pachocki, Artur Truszkowski, Wydawnictwo KUL, Lublin 2011, ISBN 978-83-7702-199-6.
- Dzieła wszystkie, PIW (T. 1 – 2010: Poezje zebrane; T. 2 – 2012: Szkice literackie; T. 3 – 2012: Baśnie i inne utwory prozą; T. 4 – 2012: Utwory dramatyczne. Listy)
- Pochmiel księżycowy (wiersze rosyjskie), w pol. wersji Jerzego Ficowskiego, Czytelnik, Warszawa 1987, ISBN 83-07-01674-6. Tyt. oryg.: Łunnoje pochmielje
- Zdziczenie obyczajów pośmiertnych, oprac. i posł. Dariusz Pachocki, Wydawnictwo KUL, Lublin 2014. ISBN 978-83-7702-854-4.
- Skrzypek opętany, oprac. i posł. Dariusz Pachocki, Wydawnictwo KUL, Lublin 2016. ISBN 978-83-8061-333-1.

## Leśmian w piosenkach
- 1967: Ewa Demarczyk, Ewa Demarczyk śpiewa piosenki Zygmunta Koniecznego – tekst utworu „Garbus”
- 1972: Magda Umer, Magda Umer – tekst utworu „Strój”
- 1973: Czesław Niemen, album Marionetki – tekst utworu „Com uczynił”
- 1984: Marek Grechuta i Krystyna Janda, W malinowym chruśniaku – teksty wszystkich utworów
- 1986: Bez Jacka, Zwiewność – tekst utworu „Zwiewność”
- 1986: Magda Umer, Magda Umer – tekst utworu „Mrok na schodach”
- 1991: Grzegorz Turnau, Naprawdę nie dzieje się nic – teksty utworów „Jakieś inne słowa”, „We śnie”
- 1992: Stare Dobre Małżeństwo, Boże, pełen w niebie chwały – tekst utworu „Boże, pełen w niebie chwały”
- 1992: Stare Dobre Małżeństwo, Ciało me wklęte w korowód istnienia – tekst utworu „Ciało me, wklęte w korowód istnienia”
- 1992: Stare Dobre Małżeństwo, W zakątku cmentarza – tekst utworu „W zakątku cmentarza”
- 1995: Magda Umer, Gdzie ty jesteś – teksty utworów „Łąka”, „Śni się liściom nieskończoność”, „Szli tędy ludzie”
- 1995: Magda Umer, Koncert jesienny – teksty utworów „Strój”, „Dąb”, „Ballada bezludna”
- 1997: Grzegorz Turnau, Tutaj jestem – tekst utworu „Szli tędy ludzie”
- 1997: Anna Maria Jopek, Ale jestem – tekst utworu „Dłoń zanurzasz we śnie”
- 1998: Stare Dobre Małżeństwo, W nicość śniąca się droga – tekst utworu „W nicość śniąca się droga”
- 1998: Stare Dobre Małżeństwo, Panna Anna – tekst utworu „Panna Anna”
- 2001: Hanna Banaszak, Zanim będziesz u brzegu – tekst utworu „Urszula Kochanowska”
- 2002: Grzegorz Turnau, Nawet – motywy w tekście utworu „Szukaj przygody”
- 2002: Stanisław Sojka, Soykanova – tekst utworu „Gdybym...”
- 2006: Cisza jak ta, Sen natchniony – teksty utworów „Płacz”, „Jak niewiele ma znaków”
- 2008: Lubelska Federacja Bardów, Klechdy Lubelskie – teksty utworów „Po ciemku”, „Tajemnica”
- 2008: Żywiołak, Świdryga i Midryga – tekst utworu „Świdryga i Midryga”
- 2008: Żywiołak, Psychoteka – tekst utworu „Karczma”
- 2009: Pustki, Kalambury – tekst utworu „Wiedza”
- 2012: Adam Strug, Adieu – teksty utworów: „Księżycowy”, „Tajemnica”, „Tam na rzece”, „We śnie”
- 2014: Adam Strug i Stanisław Sojka, Strug.Leśmian.Soyka – teksty utworów
- 2014: Magdalena Kumorek, Śmiercie – teksty utworów
- 2016: Żywiołak, Skrzeble – tekst utworu „Skrzeble”
- 2017: Mimochodem, Bolesława Leśmiana pieśni wybrane – teksty utworów: „W głąb podwórza”, „Szmer wioseł”, „Po co tyle świec nade mną”, „Warkocze”, „Karczma”[35]
- 2017: Daria Zawiałow, „Malinowy Chruśniak” – na podstawie utworu „W malinowym chruśniaku”
- 2019: Żywiołak, Dziadyga – tekst utworu „Ballada dziadowska”
- 2019: zespół SUSZ z Suwałk – płyta „Romans” 8 piosenek z wierszami Bolesława Leśmiana[36][37]
- 2020: zespół Trupięgi z Sulęcina – płyta „lesman BOSO” (10 utworów skomponowanych do wierszy Leśmiana)
- 2022: Projekt Leśmian - płyta „Wszechlśnienie”
- 2023: Avi – „Leśmian”
- 2025: Sanah, Sobel – „Dwoje ludzieńków”[38]